# Тест Пепина
Тест Пепина — тест простоты для чисел Ферма {\displaystyle F_{n}.} Тест назван в честь французского математика Феофила Пепина.

## Описание
Число {\displaystyle 3} нужно возвести в степень {\displaystyle (F_{n}-1)/2=2^{2^{n}-1}} (в некоторых алгоритмах это реализуется с помощью серии из {\displaystyle 2^{n}-1} последовательных возведений в квадрат) по модулю {\displaystyle F_{n}}. Если результат сравним по модулю {\displaystyle F_{n}} с −1, то {\displaystyle F_{n}} является простым, а в противном случае — составным.
Это утверждение представляет собой следующую теорему:
Теорема. При n ≥ 1число Ферма {\displaystyle F_{n}=2^{2^{n}}+1} является простым тогда и только тогда, когда {\displaystyle 3^{(F_{n}-1)/2}\equiv -1{\pmod {F_{n}}}}.
Предположим, что сравнение верно. Тогда условие теоремы Люка выполняется при {\displaystyle n=F_{n}}, {\displaystyle a=3}, следовательно, {\displaystyle F_{n}} является простым числом. Обратно, пусть {\displaystyle F_{n}} — простое число. Так как {\displaystyle 2^{n}} — четное число, то {\displaystyle 2^{2^{n}}\equiv 1{\pmod {3}}}, следовательно, {\displaystyle F_{n}\equiv 2{\pmod {3}}}. Но {\displaystyle F_{n}\equiv 1{\pmod {4}}}, поэтому символ Лежандра {\displaystyle \left({\frac {3}{F_{n}}}\right)} равен −1. Следовательно, 3 не является квадратичным вычетом по модулю {\displaystyle F_{n}}. Необходимое сравнение следует из критерия Эйлера.■

## Вариации и обобщения
Тест Пепина является частным случаем теста Люка.
Число 3 в тесте Пепина может быть заменено на 5, 6, 7 или 10 (последовательность A129802 в OEIS), которые также являются первообразными корнями по модулю каждого простого числа Ферма.
Известно, что Пепин привёл критерий с числом 5 вместо числа 3. Прот и Люка отметили, что можно также использовать число 3.

## Вычислительная сложность
Так как тест Пепина требует {\displaystyle 2^{n}-1} возведений в квадрат по модулю {\displaystyle F_{n}}, то он выполняется за время, имеющее полиномиальную зависимость от длины числа {\displaystyle F_{n},} но сверхэкспоненциальную относительно длины числа n ({\displaystyle \log n}).

## История
Из-за большого размера чисел Ферма, тест Пепина был использован лишь 8 раз (на числах Ферма, чья простота ещё не была доказана или опровергнута). Майер, Пападопулос и Крэндалл даже предположили, что, чтобы выполнить тесты Пепина на дальнейшних числах Ферма, понадобится несколько десятилетий, поскольку размеры ещё не исследованных чисел Ферма очень велики. По состоянию на 2023 год наименьшим непроверенным числом Ферма является {\displaystyle F_{33}}, которое содержит 2 585 827 973 десятичных цифр. На стандартном оборудовании потребуются тысячи лет, чтобы тест Пепина проверил такое число, и для работы со столь огромными числами Ферма возникает острая нужда в новых алгоритмах.
| Год  | Исследователи                                            | Число Ферма            | Результат теста Пепина | Удалось ли найти делитель? |
| ---- | -------------------------------------------------------- | ---------------------- | ---------------------- | -------------------------- |
| 1905 | Джеймс С. Морхед и Альфред Вестерн                       | {\displaystyle F_{7}}  | составное              | Да (1970)                  |
| 1909 | Джеймс С. Морхед и Альфред Вестерн                       | {\displaystyle F_{8}}  | составное              | Да (1980)                  |
| 1952 | Рафаэль М. Робинсон                                      | {\displaystyle F_{10}} | составное              | Да (1953)                  |
| 1960 | Г. А. Паксон                                             | {\displaystyle F_{13}} | составное              | Да (1974)                  |
| 1961 | Джон Селфридж и Александр Гурвиц                         | {\displaystyle F_{14}} | составное              | Да (2010)                  |
| 1987 | Дункан Бьюэл и Джеффри Янг                               | {\displaystyle F_{20}} | составное              | Нет                        |
| 1993 | Ричард Крэндалл, Дж. Диньяс, С. Норри и Джеффри Янг      | {\displaystyle F_{22}} | составное              | Да (2010)                  |
| 1999 | Эрнст В. Майер, Джейсон С. Пападопулос и Ричард Крэндалл | {\displaystyle F_{24}} | составное              | Нет                        |